# 荒木博之
荒木 博之（あらき ひろゆき、1924年（大正13年）2月14日 - 1999年（平成11年）12月10日）は、日本の英文学者、評論家。広島大学名誉教授。専門は、比較文化論、人類言語学、説話伝承論。

## 略歴
東京に生まれる。京都大学文学部英文科卒。福井大学講師、高知女子大学助教授、立命館大学教授、広島大学総合科学部教授、88年定年退官、名誉教授、宮崎公立大学教授。
「百合若大臣」が「オデュッセイア」の影響を受けたと主張した一人である。

## 著書
- 『日本人の行動様式 他律と集団の論理』講談社現代新書 1973
- 『日本人の心情論理』講談社現代新書 1976
- 『ゆりわかだいじん』小沢良吉絵 小峰書店 1980 民話のえほん
- 『日本語から日本人を考える』朝日新聞社 1980
- 『敬語日本人論』PHP研究所 21世紀図書館 1983
- 『やまとことばの人類学 日本語から日本人を考える』朝日選書 1985
- 『日本人の英語感覚 なぜうまくなれないのかー英語苦手の構造』PHP研究所 21世紀図書館 1986
- 『敬語のジャパノロジー 敬語を考える、日本人を考える』創拓社 1990
- 『日本語が見えると英語も見える 新英語教育論』中公新書 1994
- 『「海人」野茂英雄の研究「海型」「ムラ型」の比較日本人論』祥伝社 ノン・ブック 1996
- 『果てしなき夢を 都喜ヱ門の世界』海鳥社 1997
- 『のっぺらぼうの日本人』毎日新聞社 1999

### 共編著
- 『昔話研究資料叢書 甑島の昔話 鹿児島県薩摩郡上甑村・下甑村』編 三弥井書店 1970
- 『日本伝説大系』渡辺昭五、野村純一、福田晃共編 みずうみ書房 1982-1990
- 『古代海人の謎　宗像シンポジウム』田村圓澄共編 海鳥社 海鳥ブックス 1991
- 『邪馬台国は東遷したか』奥野正男共編 三一書房 1994
- 『伝承文学資料集成 第19輯 地神盲僧資料集』西岡陽子共編著 三弥井書店 1997
- 『百済王族伝説の謎 日向・百済・飛鳥はトライアングルだった』編 三一書房 1998
- 『巫覡・盲僧の伝承世界』福田晃共編 三弥井書店 1999

### 翻訳
- M.C.コール『フィリッピンの民間説話』岩崎美術社 民俗民芸双書 1972
- スティス・トンプソン『民間説話 理論と展開』石原綏代共訳 社会思想社 現代教養文庫 1977
  - 新版『民間説話　世界の昔話とその分類』八坂書房 2013、普及版2022
- 『世界の民話 8 アメリカ編 星になった子どもたち ほか』久保雅勇絵 家の光協会 1979
- 『親指トムの一生 イギリスの昔ばなし』編訳 大社玲子絵 小峰書店 世界の昔ばなし 1984
- 『カラオの洞窟 フィリピンの昔ばなし』編訳 三谷靭彦絵 小峰書店 世界の昔ばなし 1989
- アラン・ダンデスほか『フォークロアの理論 歴史地理的方法を越えて』編訳 法政大学出版局 1994

## 参考
- [ISBN 978-4-89694-150-0]
- 『人物物故大年表』